# Накшбандия
Накшбанди́я (перс. نقشبندیه‎, араб. الطريقة النقشبندية‎) — суфийское братство (тарикат), получившее это название в конце XIV века по имени Мухаммада Бахауддина Накшбанди аль-Бухари (ум. в 1389). Бахауддин Накшбанд возродил и дополнил рядом положений теории и практики, заимствованные у тариката Ясавия, мистическое учение Абду-ль-Халика аль-Гидждувани, а также заложил основы организационной структуры братства. Накшбандия — одно из 12-ти материнских братств суннитского толка. Цепь духовной преемственности тариката (силсила) восходит как к Абу Бакру ас-Сиддику, так и к Али ибн Абу Талибу.

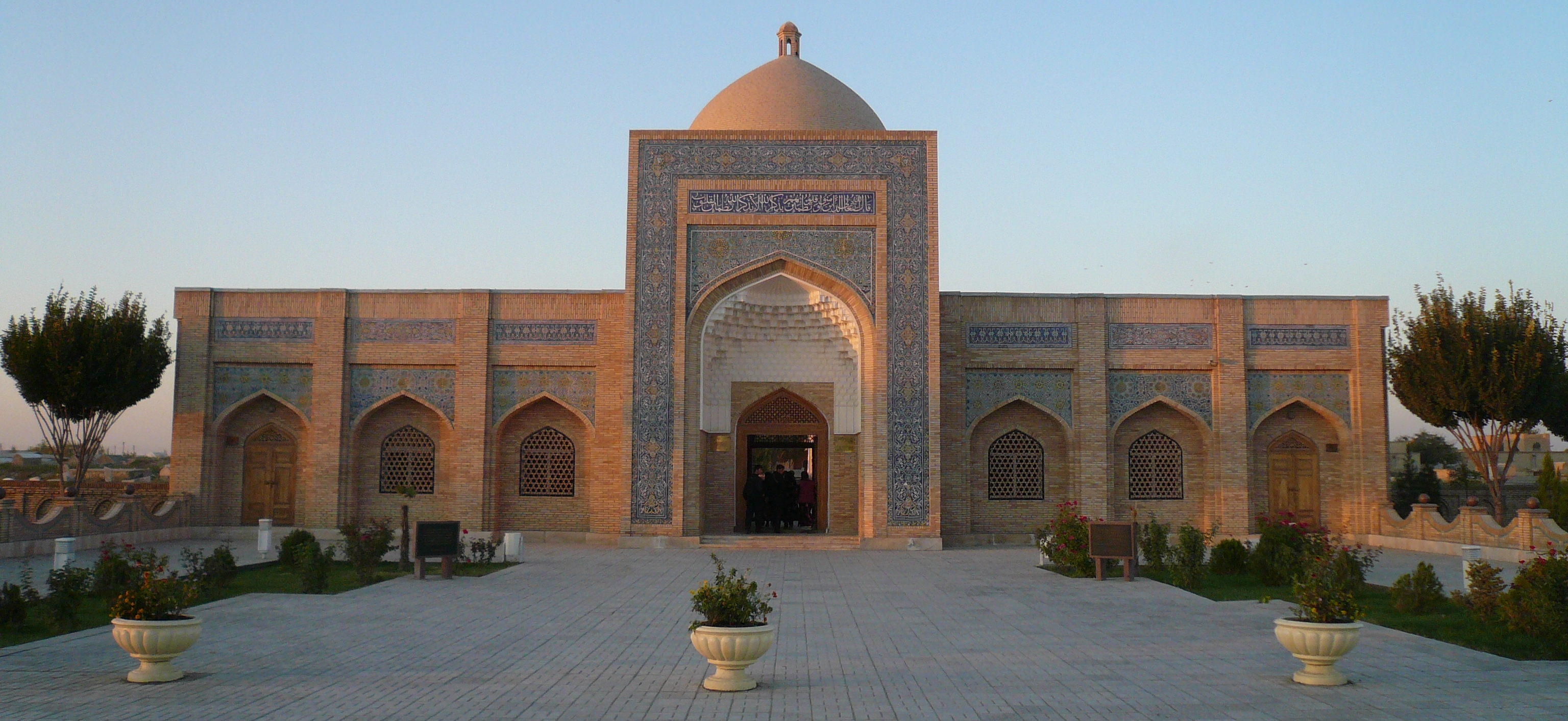
Мавзолей Бахауддина Накшбанда около Бухары.

## Бахауддин Накшбанди
Бахауддин Накшбанди был родом из селения Каср-и-Арифан, близ Бухары. С детских лет он воспитывался в духе суфизма. Первым его учителем был Хадже Мухаммад Баба Саммаси (ум. в 1339), который был шейхом суфийского пути хваджаган. Перед своей смертью он поручил Амиру Кулалу взять Бахауддина своим учеником и ввести его в дервишский орден хваджаган. Среди духовных учителей Бахауддина Накшбанди был также Абду-ль-Халик аль-Гидждувани (ум. в 1199), который сказал Бахауддину о том, чтобы он предпочел тихий (хафи) зикр — громкому (джахри), а также ясавитские шейхи Халил Ата и Касим Шейх. Таким образом, Бахауддин Накшбанди возродил традиции и воззрения аль-Гидждувани, соединив их с учением ясавитов.
Бахауддин Накшбанди отверг практику громких зикров, уединений (хальва), странствий дервишей, публичных собраний с музыкой и песнями (сама). По его мнению, стремление к Богу должно выполняться посредством тихих зикров, в том числе и коллективных. Он считал, что благодать не передается от тарикатского шейха, а даруется суфию Богом. Бахауддин Накшбанди проповедовал идеи добровольной бедности и отказа от материального накопительства. Он придавал особое значение состоянию духовной близости ученика с учителем (рабита).
Будучи строгим приверженцем ханафитского мазхаба, он требовал строгого соблюдения всех шариатских предписаний и неукоснительного следования сунне пророка Мухаммеда и его сподвижников.
Основу учения ордена Накшбандия составляют 11 принципов. Первые 3 принципа сформулированы Бахауддином Накшбанди, а остальные Абдул-Халиком аль-Гидждувани:
1. «Вукуф-и замани» (перс. وقوف زماني‎ — остановка времени) — дорожить временем и рассчитывать каждый свой миг;
2. «Вукуф-и адади» (перс. عددي وقوف‎ — ведение исчисления) — концентрация на произнесении зикра, главное не количество произнесенных зикров, а их качество;
3. «Вукуф-и кальби» (перс. وقوف قلبي‎ — неподвижность сердца) — сконцентрированность сердца и помыслов на произнесении зикра, не оставляя места ни для чего другого;
4. «Хуш дар-дам» (перс. هوش در  دم‎ — ум в дыхании) — ощущение близости Аллаха;
5. «Назар дар-кадам» (перс. نظر در قدم‎ — взгляд на шаг) — обращение своего взора на кончики пальцев ноги, оберегание взгляда на запретное;
6. «Сафар дар-ватан» (перс. سفر در وطن‎ — путешествие по Родине) — отдаление от людей и приближение к Богу;
7. «Халват дар-анджуман» (перс. خلوت در انجمن‎ — одиночество в толпе) — затворничество среди остальных людей, занятие мирскими делами с обращённым к Богу сердцем;
8. «Яд-кард» (перс. ياد كرد‎) — поминание Аллаха языком вместе с сердцем;
9. «Баз-гашт» (перс. باذ گشت‎ — возвращение) — чтение зикра с мыслями только об Аллахе;
10. «Нигах-дашт» (перс. نگاه داشت‎ — сохранение) — защита сердца от вторжения посторонних ощущений;
11. «Яд-дашт» (перс. ياد داشت‎ — вспоминовение) — познание глубины ощущений в духовной практике и необходимость защиты достигнутого состояния возврата к Богу[1].

## Учение
Мировоззрение тариката представляет собой соединение и адаптацию «умеренного» городского мистицизма, отражённого в доктринах Абду-ль-Халика аль-Гидждувани, и кочевого «тюркского» — Ахмада аль-Ясави.
В вопросе отношения к властям, накшбандийский тарикат остается единственным братством, которое считает обязательным вступать в контакт с властями для того, чтобы влиять на их политику в отношении народных масс.
Путь (сулук) накшбандийцев состоит из десяти стоянок (макам). Основной частью практики является тихий зикр (хафи). Накшбандийцы считают, что тихому зикру пророк Мухаммад обучил Абу Бакра во время их пребывания в пещере. Другой составной частью обучения накшбандийцев является личное общение между учителем и учеником (сухба). Наконец, тесная связь между наставником и учеником раскрывается в практике концентрации помыслов каждого на мысленном образе друг друга (таваджжух). Таваджжух создает духовный контакт и духовное единство учителя и ученика. Метод психофизических тренировок тариката сосредоточен на духовном очищении и воспитании сердца.
В тарикате не существует единого центра. Мавзолей Бахауддина Накшбанда считается местом посещения для всех членов тариката. В силу специфики тариката (отказ от аскетизма) члены братства необязательно должны жить в обители.
Инициация происходит после прохождения трехмесячного периода проверки. В день посвящения мюрид дает клятву верности (байа) шейху, после чего получает разъяснение тихого зикра тариката, формулу своего личного тихого зикра и набор молитв в определённом порядке их чтения (вирд).
Тихий зикр совершается в обязательной позе (джалса) — сидя, скрестив ноги (мурабба). Он строится на чередовании задержек дыхания, вдохов и выдохов в определённом ритме. Коллективный зикр совершается раз в неделю под руководством шейха. Каждый день член тариката обязан читать свою молитву.
Некоторые ветви тариката имеют эмблему — контур сердца с вписанным в него словом «Аллах». Мюриды носят невысокий войлочный колпак (кулах) белого цвета.

## Распространение
Начиная с XV века накшбандийский тарикат постепенно превратился в самое распространенное духовное братство (после кадирийского тариката), функционировавшее в Туркестане, Индии, Анатолии, Балканских странах, а также в Аравии, на Северном Кавказе и Поволжье.

### Средняя Азия
Духовными преемниками Бахауддина Накшбанди стали Мухаммад Парса (ум. в 1419), Алауддин Аттар (ум. в 1400) и Убайдуллах Ахрар (ум. в 1490). Они распространили этот тарикат в Мавераннахре и завершили процесс исламизации народов этого региона, киргизских родов и казахских племенных объединений, а также населения Восточного Туркестана (Синьцзяна). Городское по своей социальной базе братство, начало распространяться среди кочевых тюркских племён.
При Убайдуллахе Ахраре тарикат достиг пика своего политического и экономического влияния. Опираясь на поддержку торговых и землевладельческих кругов, Ахрар активно и умело вмешивался в междоусобицы Тимуридов и в течение сорока лет был фактическим правителем всего региона. Девиз Ахрара — «Чтобы исполнять свою духовную миссию в мире, необходимо пользоваться политической властью» — определил всю дальнейшую социально-политическую активность тариката. В 1500 году Шейбаниды, захватившие власть в Мавераннахре, положили конец могуществу семьи ходжи Ахрара. Дело Ахрара продолжили Ахмад Касани и его преемники — джуйбарские шейхи (середина XVI — конец XVII века), обладавшие серьёзной политической властью при Шейбанидах и Аштарханидах (Джанидах). В XVIII веке тарикат широко распространился по Средней Азии и Поволжью, выступая в этих регионах как активная реакционная сила.

### Индия
Первая накшбандийская община была основана в Кашмире шейхом Баба Вали к середине XVI века. Большое влияние на дальнейшее развитие тариката в Индии и во всём исламском мире оказал Ахмад Сирхинди (Имам Раббани), который подверг критике популярные среди последователей этого тариката идеи Ибн Араби и концепции «единства бытия» (вахдат аль-вуджуд). В противовес идеи Ибн Араби, Ахмад Сирхинди развил концепцию «единства свидетельства» (вахдат аш-шухуд), которая широко распространилась по мусульманскому миру среди суфиев. Ахмад Сирхинди решительно выступил против различных ересей, которые были распространены в его время. Он выступал против религиозного синкретизма тимурида Акбара I (1556—1605) и про-шиитских настроений Джахангира (1605—1627). Благодаря его деятельности, обновленные накшбандийские воззрения (накшбандия-муджаддидия) распространились среди индийских мусульман. Ветвь накшбандия-муджаддидия более двух веков являлась одним из ведущих братств и глубоко проникла в духовную, социальную и политическую жизнь мусульманского общества Индии.

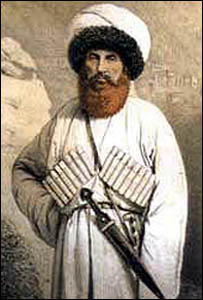
Имам Шамиль.

### Османская Турция
В Анатолию накшбандийский тарикат принёс Мулла Абдуллах Симави (ум. в 1491). Завершив обучение в стамбульском медресе, он прибыл в Самарканд к ходже Ахрару и провёл у него в ученичестве год. Удостоившись духовной инициации (рухания) Бахауддина Накшбанди в Бухаре, он отбыл на родину. После обновленческой деятельности Ахмада Сирхинди тарикат стал популярен на территории Османской империи.
Около 1630 году накшбандия-муджаддидия проникает в Йемен и Хиджаз, оттуда его члены распространились в Египет. Вторая волна миграции индийского братства связана главным образом с деятельностью ученика ходжи Мухаммад-Масума (ум. в 1669 г.) — Мухаммад-Мурада аль-Бухари (ум. в 1729 г.), пропагандировавших идеи тариакта в Хиджазе, Египте, Сирии и Турции. Усилиями Хусайн-Баба Зукича эта ветвь достигла Боснии. Из Сирии преемники Мухаммад-Мурада распространили влияние тариката в Палестине. Там ими были основаны несколько завий, среди которых иерусалимская завия-йи-узбакия, действовавшая вплоть до 1973 года.
Благодаря усилиям выдающихся теоретиков Абдуллаха Дехлеви и Халида Багдади (ум. в 1826), накшбандийский тарикат распространилась в Ираке, Сирии и Курдистане, став самым распространенным тарикатом в исламском мире. Халид Багдади организовал в Османской империи свою ветвь (накшбандия-халидия). На протяжении нескольких десятилетий XIX века орден накшбандия-халидия пользовался поддержкой османских султанов, которые после упразднения корпуса янычар заменили их шейхами ордена бекташи. В дальнейшем, однако, халидия стояла во главе вооружённых восстаний за национальную независимость курдов (1879 г.), а также боролась против буржуазных реформ в Турции. Через Хиджаз эта ветвь проникла в Нидерландскую Индию (1840 г.), Малайю, на Цейлон, Калимантан и острова Сулу, в Мозамбик.
Через Северную Турцию тарикат проник на Кавказ, став там идеологической базой движения «мюридизма» под руководством шейха Мухаммада аль-Яраги первого муршида Дагестана, который являлся предводителем горцев Дагестана и Чечни (включая самого Имама Шамиля). Тарикат являлся вдохновителем горцев Дагестана и Чечни (включая самого Имама Шамиля) в борьбе против Царской России.
В конце XIX века только в Стамбуле насчитывалось 52 действующих обитель (текке). В 1925 году тарикат был распущен в Турции, а его деятельность запрещена.

### Иран
В Иране тарикат появился во второй половине XV века. В XVI—XVIII веков тарикат не действовал и лишь в конце XIX веке в Хорасане возникли группы накшбандийцев на платформе шиизма, действующие до настоящего времени.

## Сильсиля
Ниже представлена цепочка преемственности (сильсиля) шейхов накшбандийского тариката от пророка Мухаммада до основателя ветви накшбандия-халидия Халида аль-Багдади:
- пророк Мухаммад
- Абу Бакр ас-Сиддик
- Салман аль-Фариси
- Касим ибн Мухаммад ибн Абу Бакр
- Джафар ас-Садик (знания явных наук он получил от Абу Бакра, а тайных наук — от Али ибн Абу Талиба)
- Абу Язид Бистами (увайси, получил духовное воспитание «от души Джафара ас-Садика»)
- Абу-ль-Хасан Али ибн Джафар аль-Харкани
- Саййид Абу Али аль-Фармади (факих шафиитского мазхаба)
- Юсуф Хамадани (считается основателем тариката)
- Абду-ль-Халик Гидждувани (аль-Гуджувани)
- Ходжа Ариф Ревгари (Махтабон)
- Махмуд Инджир Фагнави
- Али Рамитни
- Мухаммад Баба Самаси
- Сайид Амир Кулаль (Кулали)
- Бахауддин Мухаммад Накшбанди аль-Бухари (эпоним тариката)
- Алауддин Аттар
- Якуб Чарахи
- Убайдуллах Шаши аль-Ахрари
- Мухаммад Захид (Вахид) ас-Самарканди
- Ходжа Дервиш Мухаммад
- Ходжа Мухаммад аль-Амканаки
- Мухаммад аль-Бакий
- Ахмад аль-Фарук Раббани (Сирхинди) («обновитель второго тысячелетия»)
- Шейх Мухаммад Масум (аль-Масум)[5]
- Сайфуддин аль-Фаруки
- Нурмухаммад ибн Зайнульабид аль-Бадвани
- Хабибуллах ибн Лутфуллах
- Шейх Абдуллах Дахляви
- Зияуддин Шейх Халид аль-Багдади (основатель ветви накшбандия-халидия)[6]

## Известные последователи
Тарикат Накшбанди получил широчайшее распространение в Средней Азии, на территории бывшего Османского халифата (турецкой Оттоманской империи) и в Индии (в особенности на территории нынешнего Пакистана).
- Джами — знаменитый поэт.
- Алишер Навои — знаменитый поэт.
- Имам Шамиль — основатель кавказского мюридизма, создатель государства-имамата кавказских горцев, боровшихся с местной знатью и войсками царской России при поддержке султанской Турции.
- Ибни Абидин — великий муфтий Османского халифата.
- Султан турок-османов Мехмед II Завоеватель (Фатих), захвативший в 1453 г, Константинополь (Стамбул) и тем самым положивший конец существованию Восточной Римской империи.
- Шейх Акшамсуддин — духовный наставник султана Мехмеда II Фатиха.
- Султаны Оттоманской империи (почти все из них являлись халифами Османского халифата, то есть не только светскими, но и духовными владыками всех правоверных мусульман), были «представителями Накшбандийского пути», то есть адептами ордена Накшбанди.[7]
- Таджуддин Баба «Тадж Баба» — знаменитый суфийский мастер из Нагпурa Индия, который является прямым потомком Ходжа Бахауддина Накшбанда.
- Марджани, Шигабутдин — самый известный татарский богослов[8]. Последователями данного тариката была почти все богословская элита татарского народа, например, Курсави, Утыз Имяни, Баруди, Расули, Рамзи и многие другие.